# Alex Solowitz
Alex Solowitz, właśc. Alexzander Joshua Solowitz (ur. 15 grudnia 1979 w San Fernando Valley w Los Angeles, w stanie Kalifornia, USA) – amerykański aktor, kompozytor, wokalista, tancerz i producent żydowskiego pochodzenia.
Wystąpił w filmie Alpha Dog u boku Justina Timberlake'a.